# Criscia
Criscia   es un género  de plantas con flores en la familia Asteraceae. Su única especie es:  Criscia stricta es originaria de Brasil donde es endémica de la Mata Atlántica en el sur de Paraná y Rio Grande do Sul.

## Taxonomía
Criscia stricta fue descrita por (Spreng.) Katinas y publicado en Boletín de la Sociedad Argentina de Botánica 30(1–2): 62, f. 1–3. 1994.
Sinonimia
- Onoseris stricta Spreng.	basónimo
- Perezia pampeana Speg.
- Trichocline heterophylla Griseb.
- Trixis stricta (Spreng.) Less.[3]